# 西渓公園

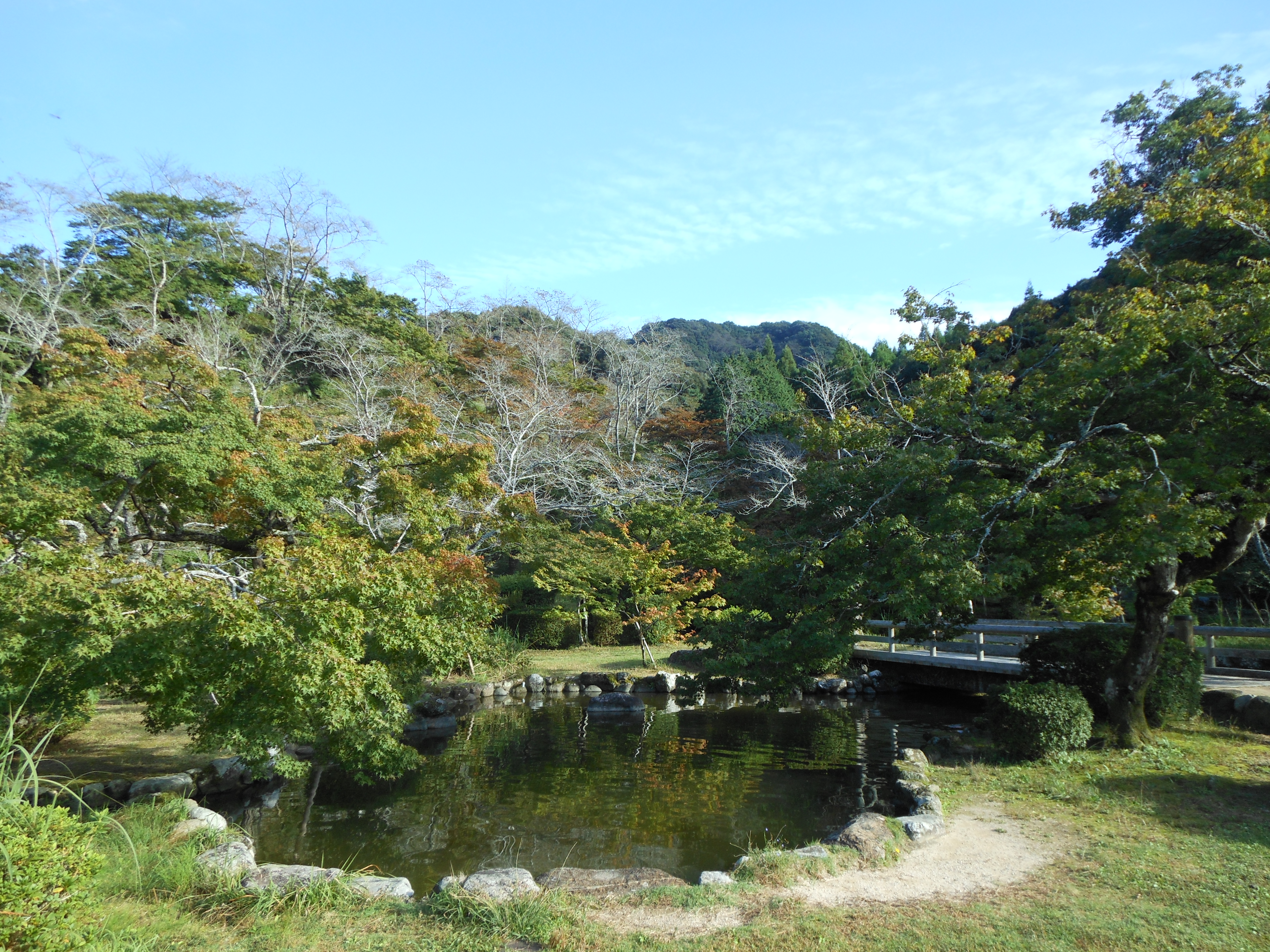
庭園

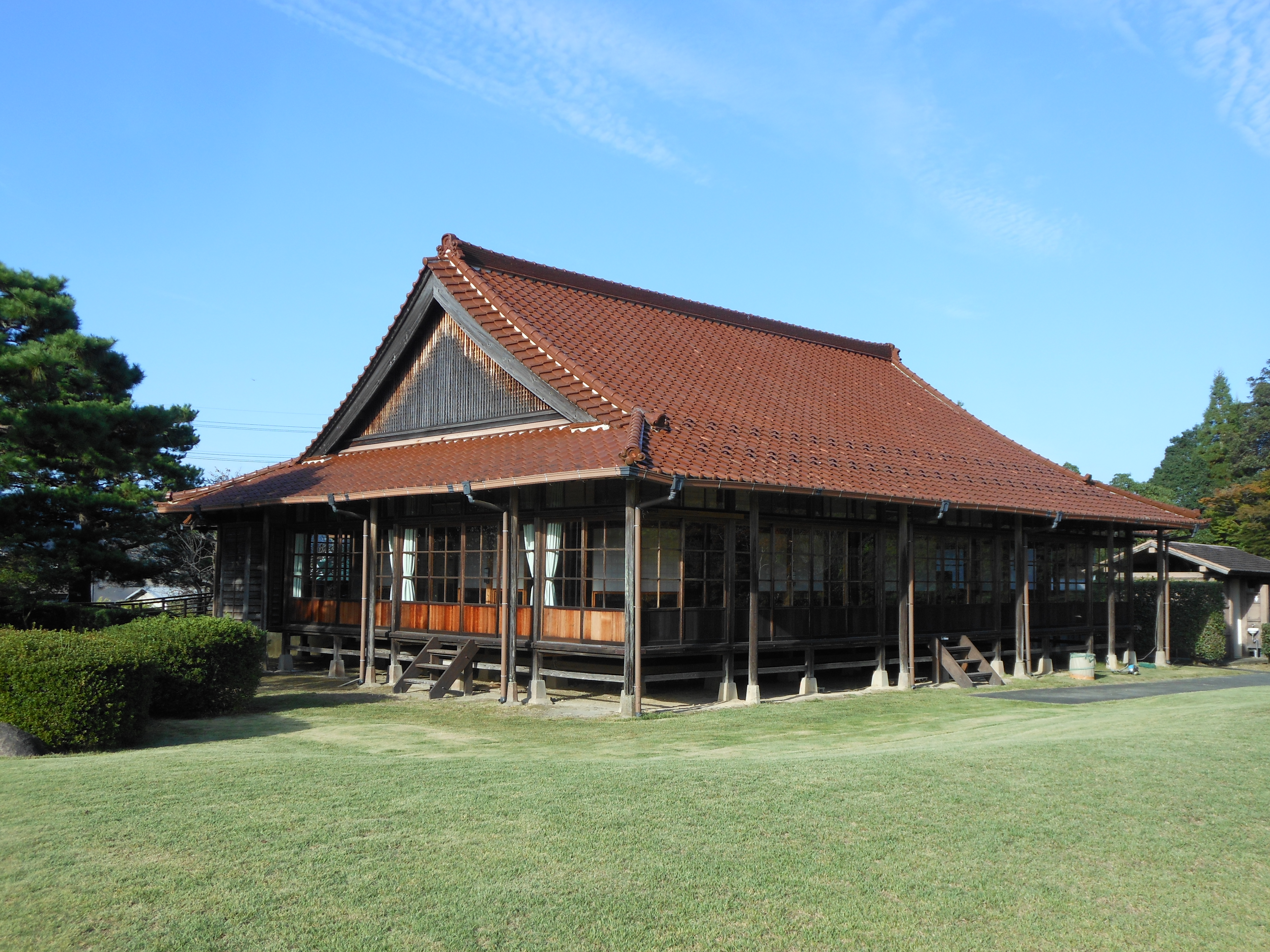
寒鶯亭

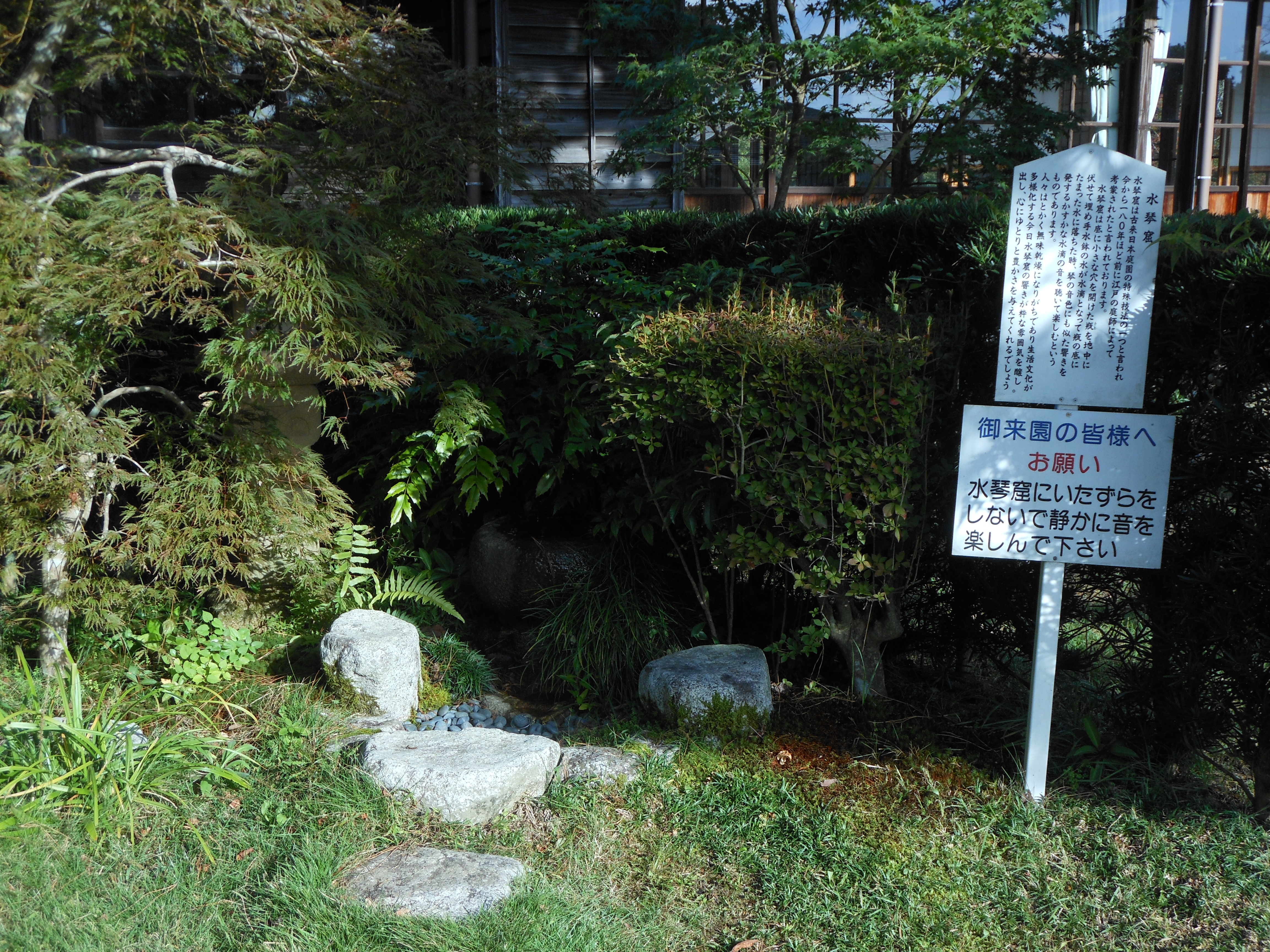
水琴窟

高取伊好の銅像

西渓公園（せいけいこうえん）は、佐賀県多久市多久町に所在する都市公園（近隣公園）である。明治の炭鉱開発を手掛けた実業家高取伊好が寄贈したもの。山を借景にした山水庭園や高取の立像、3つの市立資料館などがある。園内に建つ木造の和風公会堂「寒鶯亭」は国の登録有形文化財。

## 歴史
江戸時代、この地は肥前国佐賀藩多久領の家老を務める女山多久家の屋敷だった。「肥前の炭鉱王」と呼ばれ明治時代に佐賀県・長崎県内の炭鉱開発を手掛け実業家高取伊好は、事業を息子に譲った後、自身が青年時代に多久領の邑校東原庠舎で学んだ縁から、屋敷跡地に1920年（大正9年） - 1924年（大正13年）にかけて庭園を造営した。また、同時に公園の隣接地に村の図書館と公会堂も建設した。高取はこれらを多額の私財を投じて完成させ、1922年（大正11年）に多久村（後の多久市）に寄贈した。
公園の名は、高取が号として使用した「西渓」から採られている。

## 庭園・広場
南方にそびえる城山（しろやま）を自然の借景とする山水庭園。春は約400本の桜、初夏はツツジ、秋は紅葉、冬は梅の花が見られ、季節それぞれの風情を観賞できる。
園内には水琴窟がある。また、1920年（大正9年）には村民や有志の寄付により、園内中央に高取の立像（銅像）が建立されたが、太平洋戦争時に供出され、しばらく胸像のみとなった。その後、有志による復元委員会が募金を募り、2011年（平成23年）に立像として再建された。

## 寒鶯亭
寒鶯亭（かんおうてい）は高取伊好が多久村の公会堂として建設し、1922年（大正11年）に公園と同様に村に寄贈した。国の登録有形文化財に登録されている。杵島炭鉱で技師を務めた大坪彌平の設計で、木造和風公会堂建築の「好例」とされる。名称は、高取の書「寒鶯待春」から採られている。寒鶯という言葉は、「春に備えて一生懸命笹鳴きを続け、やがて春には美しい鳴き声を出して一人前となる”冬の鶯”のように、多久の人々もこの公会堂で学び、世に出て行ってほしい」という思いが込められている。

## 資料館
多久市郷土資料館、多久市先覚者資料館、多久市立歴史民俗資料館の3つの資料館が、公園の西側にある。いずれも多久市立。先覚者資料館には、日本の近代化や郷土の発展に尽力した、高取伊好、電気工学者志田林三郎、法制官僚鶴田皓らの資料が展示されている。歴史民俗資料館には、民具や農具のほか、この地の炭坑の資料が展示。郷土資料館には、近世箏曲の源流となった筑紫箏の始祖諸田賢順の資料や、多久聖廟の資料も展示されている。
なお、郷土資料館の書庫として使用されている煉瓦造りの倉庫は、大正期に多久村の図書館書庫として建てられたもの。

## イベント
毎年行われる、「孔子の里桜まつり」「孔子の里紅葉まつり」、公園内の広場や寒鶯亭が会場となる。

## 交通アクセス
JR多久駅からは、
- 祐徳バス 「多久駅北口」乗車 -（約10分）- 「本多久」下車、徒歩約5分（7便/日）[5]
- ふれあいバス 「多久駅北口」乗車 -（約14分）- 「西渓公園入口」下車、徒歩すぐ（3便/日、日祝運休）または、「多久駅北口」乗車 -（約8分または約15分）- 「市立病院」下車、徒歩約5分（6便/日、日祝運休）[5]

乗用車では、長崎自動車道多久ICより、国道203号・県道24号経由で約8km・約14分。公園北側に80台収容の駐車場（利用料無料）がある。